# Rockwell (músico)
Kennedy William Gordy (Detroit, 15 de março de 1964), artisticamente conhecido por Rockwell, é um cantor de Rhythm & Blues (R&B).

## Discografia

### Discos
- Somebody's Watching Me (1984)
- Captured (1985)
- The Genie (1986)

### Singles
- Somebody's Watching Me (1984)
- Knife (1984)
- He's A Cobra (Promo) (1984)
- Obscene Phone Caller (1984)
- Foreign Country (1984)
- Taxman (1984)
- He's A Cobra (1985)
- Peeping Tom (1985)
- Tokyo (1985)
- Carmé (1986)
- Grow Up (1986)
- Carmé / Somebody's Watching Me (1986)
- Girlfriend (1991)